# Jalo Lesche

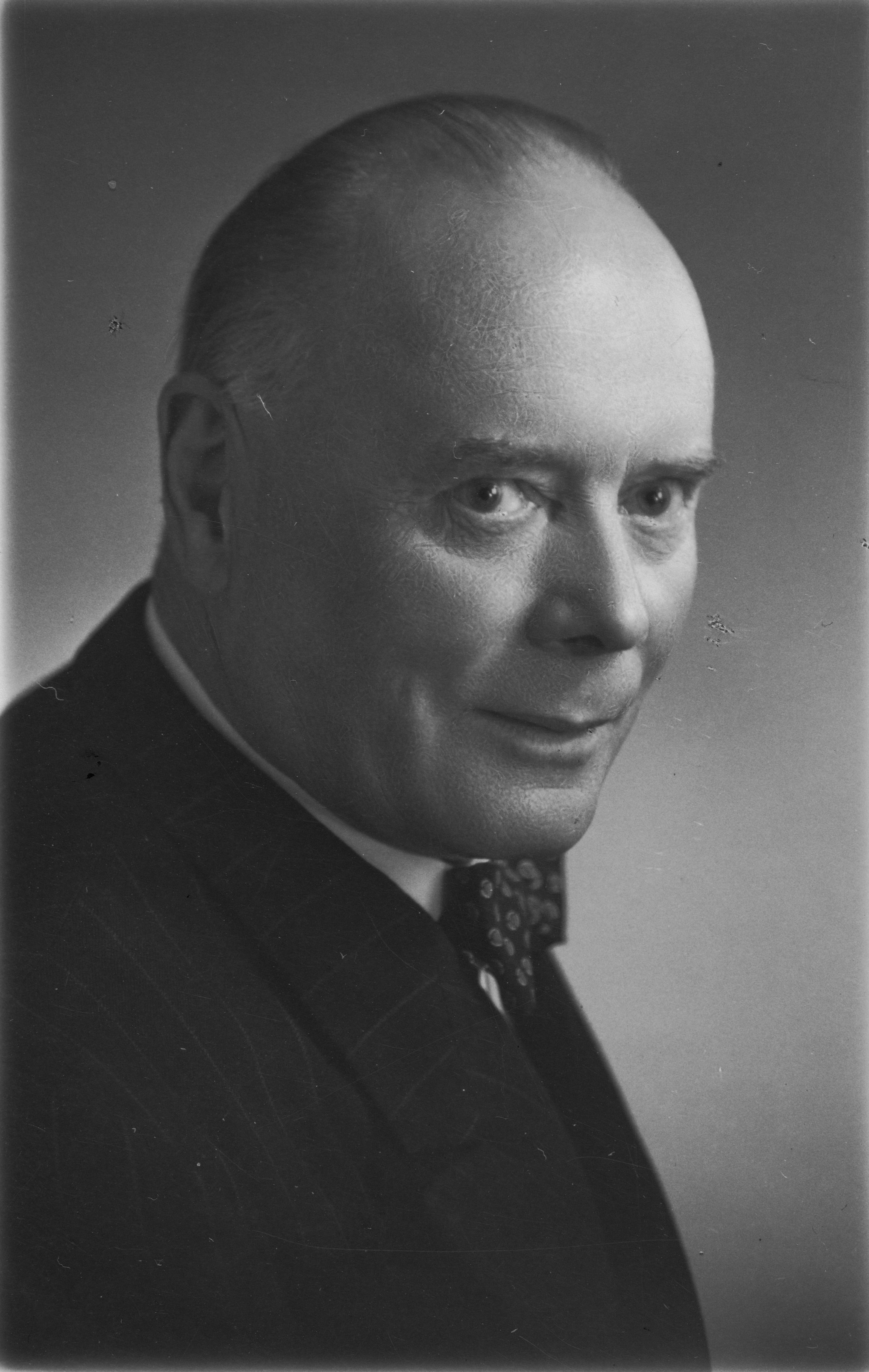
Jalo Lesche år 1950.

Jalo Lesche, född 11 april 1885, död 20 oktober 1957, var en finländsk skådespelare. Han uppträdde över 40 år i Svenska Teatern i Helsingfors.
Han tilldelades Pro Finlandia-medaljen 1955. Lesche är begravd på Sandudds gamla begravningsplats i Helsingfors.

## Filmografi
- Utan blod, 1913
- Den unge lotsen, 1913
- ”Besken”, ”Laban” och poliserna, 1915
- På jakt efter en Venus eller En ung mans underbara vägar, 1919
- Gamla baron på Rautakylä, 1923[2]

## Teater

### Roller
| År   | Roll                  | Produktion                                                                           | Regi               | Teater                       |
| ---- | --------------------- | ------------------------------------------------------------------------------------ | ------------------ | ---------------------------- |
| 1916 | Pierre, betjänt       | Violinkungen (Der Zigeunerprimas) Emmerich Kálmán, Fritz Grünbaum och Julius Wilhelm | Arthur Rehn        | Svenska Teatern, Helsingfors |
| 1917 | Krautmayr, inspektör  | Jungfruburen (Das Dreimäderlhaus) Alfred Maria Willner och Heinz Reichert            |                    | Svenska Teatern, Helsingfors |
| 1926 | Varin, notarie        | De nya herrarna (Les Nouveaux Messieurs) Robert de Flers och Francis de Croisset     | Harry Roeck-Hansen | Svenska Teatern, Helsingfors |
| 1928 | Bullock               | Bättre folk (The Best People) Avery Hopwood och David Gray                           | Tollie Zellman     | Svenska Teatern, Helsingfors |
| 1929 | Smith, poliskonstapel | Tiggaroperan (Die Dreigroschenoper) Bertolt Brecht och Kurt Weill                    | Nicken Rönngren    | Svenska Teatern, Helsingfors |